# Бунроку
Бунроку (яп. 文禄 — бунроку,  "жалування писемним") — ненґо, девіз правління імператора Японії з 1592 по 1596 роки. 

## Хронологія
- 1 рік (1592) — Початок першої експидиції Тойотомі Хідейосі до Кореї;
- 2 рік (1593)
  - Наложниця Тойотомі Хідейосі, пані Йодоґімі, народила сина Тойотомі Хідейорі;
  - Відкриття Огасаварою Садйорі, васалом Токуґави Ієеясу Огасаварських островів;
- 3 рік (1594)
  - Проведення великого чайного бенкету в горах Йосіно. Початок поширення чайної церемонії серед простолюдинів;
  - Завершено будівництво замку Фусімі, нової резиденції Тойотомі Хідейосі;
  - Проведення всеяпонського перепису землі й складання відповідного кадастру;
- 4 рік (1595)
  - Тойотомі Хідейосі звільнив свого племінника Тойотомі Йосіцуґу з посади імператорського радника кампаку й стратив його. Спадкоємцем роду Тойотомі став Тойотомі Хідейорі;
- 5рік (1596)
  - Великий землетрус у провінції Бунґо, в результаті якого острів Урюдзіма поглинуло море;
  - Землетрус у регіоні Кінкі. Замок Фусімі зруйновано;

## Порівняльна таблиця
| Роки Бунроку            | 1    | 2    | 3    | 4    | 5    |
| Григоріанський календар | 1592 | 1593 | 1594 | 1595 | 1596 |
| Китайський календар     | 壬辰 | 癸巳 | 甲午 | 乙未 | 丙申 |